# ميتش رايدر
ميتش رايدر (بالإنجليزية: Mitch Ryder)‏ هو مغني وعازف قيثارة وموسيقي أمريكي، ولد في 26 فبراير 1945 في ليفونيا في الولايات المتحدة.

## وصلات خارجية
- الموقع الرسمي
- ميتش رايدر على موقع IMDb (الإنجليزية)
- ميتش رايدر على موقع ميوزك برينز (الإنجليزية)
- ميتش رايدر على موقع إن إن دي بي (الإنجليزية)
- ميتش رايدر على موقع أول ميوزيك (الإنجليزية)
- ميتش رايدر على موقع ديسكوغز (الإنجليزية)